# Uniq
uniq est une commande Unix qui affiche les lignes d'un fichier texte en supprimant les multiples occurrences consécutives d'une même ligne, pour n'en garder qu'une seule. On l'utilise souvent après un sort.

## Exemple d'utilisation
```
$ sort file | uniq -c | sort -n
```

permet de trier les lignes de file selon le nombre de fois où elles apparaissent.

## Options
```
   -u : affiche seulement les lignes n'apparaissant qu'une seule fois.
   -d : affiche seulement les lignes répétées.
   -c-: en plus de l'affichage 
standard
, fait précéder chaque ligne du nombre de fois où celle-ci apparaît.
   -ii : rend 
uniq
 insensible à la 
casse
.
   -f 
N
 : ignore les 
N
 premiers champs de chaque ligne
   -s 
N
 : ne compare pas les 
N
 premiers caractères.
   -w 
N
 : ne compare pas plus de 
N
 caractères.
   --help : affiche un message d'aide et quitte le programme.
   --version : affiche la version et quitte le programme.
```